# Cerville
Cerville – miejscowość i gmina we Francji, w regionie Grand Est, w departamencie Meurthe i Mozela.
Według danych na rok 1990 gminę zamieszkiwały 493 osoby, a gęstość zaludnienia wynosiła 60 osób/km² (wśród 2335 gmin Lotaryngii Cerville plasuje się na 597. miejscu pod względem liczby ludności, natomiast pod względem powierzchni na miejscu 730.).

## Populacja

Populacja Cerville w latach 1962–2008